# Шах-Джахан
Шахаб-уд-дин Мухаммад Хуррам (перс. شهاب‌الدین محمد خرم‎), тронное имя Шах Джахан I (перс. شاه جهان‎, «Повелитель мира», до 1628 года именовавшийся шахзаде Хуррам Бахт Бахадур-мирза с мансабом Шах Джахан Бахадур; 5 января 1592, Шахи-кила в Лахоре — 22 января 1666, Агра) — государственный деятель, падишах Империи Бабуридов (1627—1658), обессмертивший своё имя постройкой Тадж-Махала.

## Ранняя биография
Шахзаде Хуррам Бахт Бахадур-мирза был третьим и любимым сыном падишаха Джахангира, его матерью была рани Тадж-Биби Билкис-Макани, дочь раджпутского раджи Марвара. В 1608 году шахзаде Хуррам получил область Хисар Фироз, где ему было пожаловано падишахом право ставить красный шатер, право, которое традиционно принадлежало престолонаследнику (падшахзаде).
В 1612 году шахзаде Хуррам женился на племяннице Нур-Джахан, любимой жены Джахангира, что существенно прибавило ему шансов в борьбе за престолонаследие.
В 1613 году Джахангир поставил шахзаде Хуррама во главе внушительного войска, направленного на подчинение раджпутского княжества Мевар, в чём шахзаде достаточно преуспел. В 1616 году шахзаде Хуррам получил от падишаха мансаб Шах Хуррам, а в 1617 году — мансаб Шах Джахан Бахадур.
В 1622 году шахзаде Шах Джахан Бахадур восстал против своего отца Джахангира и вёл военные действия до 1625 года, когда был разбит, но затем прощён отцом. В 1627 году Шах Джахан Бахадур вновь восстал против падишаха. После смерти Джахангира Шах Джахан заручился поддержкой брата Нур-Джахан и 30 декабря 1627 года провозгласил себя в Агре падишахом под именем Шах Джахана. По приказу Шах-Джахана Асаф-хан в январе 1628 года умертвил Султан Давар Бахша, Султан Шахрияр-мирзу, а также двух сыновей сына падишаха Акбара шахзаде Султан Даниала-мирзы, Таймурасп-мирзу и Хушанг-мирзу.

## Войны с португальцами и персами
В 1632 году Шах Джахан направил войска против обосновавшихся в Хугли (Бенгалия) португальцев, создавших из городка Хугли крупный торговый порт. После трёхмесячной осады Хугли пал, а большинство португальцев было взято в плен или убито.
Шах Джахану удалось продвинуть границы государства и на северо-запад, где в 1638 году моголы овладели принадлежавшим персам Кандагаром. В 1646 году силы Шах-Джахана достигли Бадахшана и Балха в современном Таджикистане. К концу правления Шах-Джахана моголы стали терпеть поражения от войск Сефевидов. В 1647 году Балх пришлось оставить, и попытки вернуть его в 1649, 1652 и 1653 годах не увенчались успехом. Кандагар вернулся к персам в 1649 году. Попытки армии Шах-Джахана вновь захватить Кандагар не увенчались успехом из-за существенного преимущества персидских войск в артиллерии.

## Завоевание Декана
Воспользовавшись феодальными распрями в Ахмаднагарском султанате Шах-Джахан решил распространить свою власть на его территорию. В 1633 году могольские войска осадили столицу султаната г. Даулатабад. Первый министр и фактический правитель султаната Фатх-хан ибн Малик Амбар тут же признал верховную власть падишаха, приказав читать хутбу и чеканить монету с именем Шах-Джахана. Султан Ахмаднагара был выдан моголам и отправлен в заточение в Гвалиорский форт. Против моголов однако выступил маратхский раджа Шахджи, который при поддержке султана Биджапура провозгласил султаном Ахмаднагара Муртазу Низам-шаха III.
Узнав об этом, падишах Шах Джахан в 1636 году направил в Декан новую большую армию. Султаны Голконды и Биджапура признали сюзеренитет Шах Джахана и согласились платить дань. Большая часть территории Ахмаднагарского султаната вошла в состав империи Шах Джахана, а остальная часть была передана султану Биджапура. Могольские войска при содействии Биджапура окружили Шахджи в Северном Конкане, после чего Шахджи сдал моголам занятые им крепости.
Субадаром Декана был назначен шахзаде Султан Мухаммад Аурангзеб Бахадур, который продолжил политику экспансии в отношении независимых султанатов Декана. В 1656 году войска шахзаде Аурангзеба осадили Голконду, столицу Голкондского султаната. Однако Шах Джахан, опасаясь усиления власти сына, приказал ему снять осаду. Султан Голконды уплатил солидную контрибуцию и уступил часть своей территории.  В 1657 году шахзаде Аурангзеб с согласия падишаха вторгся в Биджапурский султанат, взяв Бидар и Кальяни, после чего Шах Джахан вновь остановил наступление, закрепив за империей захваченные территории.

## Внутренняя политика
Шах-Джахан не провёл никаких принципиально важных реформ государственного управления. При нём в империи вновь был введён отмененный Акбаром лунный календарь, мусульманским сановникам было запрещено брать в жёны индусок, а также было разрушено несколько индуистских храмов.
В правление Шах Джахана на территорию Декана и Гуджарат пришла долгая засуха, вызвавшая массовый голод, от которого погибли миллионы человек (только в Гуджарате умерло около 3 млн.). Засуха привела к существенному сокращению посевов хлопка.

## Конец правления и оценка деятельности Шах Джахана I
На пике военного успеха в 1648 году, Шах-Джахан перенёс свою столицу из Агры в Дели, где им был построен новый город Шахджаханабад. В 1658 году внезапная болезнь и слух о смерти Шах-Джахана привели к междоусобной войне между его сыновьями, в результате которой он был свергнут сыном Аурангзебом и заточён в собственных покоях (согласно легенде, в сокровищнице), где и умер в 1666 году. Широко распространено мнение, что Шах Джахан I был заточён в Красном форте Агры и оттуда печально созерцал своё величайшее творение, Тадж-Махал, до самой своей смерти. Однако индийские исследователи утверждают что это лишь романтичная легенда: в действительности Шах Джахан находился в заточении в Красном форте Шахджаханабада, откуда не мог созерцать Тадж-Махал, расположенный в сотнях километров от него в Агре.
Шах-Джахан известен по жизнеописанию «Тарих-е делгуша», созданному Инаятуллахом Канбу. Между историками нет единства в оценке его деятельности. Хотя его двор и созданные им памятники поражали европейцев больше, чем создания других Великих Моголов, и хотя именно Шах-Джахану принадлежали такие драгоценности, как Кохинур и рубин Тимура, нельзя отрицать и то, что именно его неудачные войны с Персией подорвали могущество империи и поставили её на грань финансового краха.

## Жёны и дети
От 6-ти жён и нескольких наложниц у падишаха Шах-Джахана родилось 9 сыновей и 12 дочерей, некоторые из которых умерли в раннем возрасте или во младенчестве:
- (с 1609) Кандахари-бегум Сахиба (р. до 1594), дочь Музаффара Хусайна-мирзы Сефеви,
  - Пар-Пархиз Бану-бегум Сахиба (1611—1675);
- (с 1612) Наваб Махд-и-Алия-бегум Арджуманд Бану Кадсия-бегум Сахиба (с 1628 имела мансаб Малика-и-Джахан Мумтаз-Махал) (1593—1631), главная жена падишаха, дочь Абуль-Хасана Асаф-хана Бахадура, брата Нур-Джахан Падшах-бегум Сахибы и главного министра падишаха Джахангира,
  - падшахзаде Султан Мухаммад Дара Шикох (1615—1659), субадар Аллахабада (1645—1648), Гуджарата (1648—1652), Мултана и Кабула (1652—1657) и Бихара (1657—1658), наследник престола с мансабом Шахзаде-и-Буланд Икбал («Принц Высокой Удачи») (с 1642), казнён по приказу Аурангзеба,
  - шахзаде Султан Мухаммад Шах Шуджа Бахадур (1616—1660), субадар Бенгалии (1639—1660), Бихара (1641—1657) и Ориссы (1642—1660), претендент на престол (1657—1660),
  - падишах Мухйи ад-дин Мухаммад Аурангзеб Бахадур Аламгир I (1618—1707),
  - шахзаде Султан Ахмад-Бахш (1619—1622),
  - шахзаде (1622—1622), умер до того как был назван,
  - шахзаде Султан Мухаммад Мурад Бахш Бахадур (1624—1661), субадар Мултана (1642—1646), Балха (1646—1646), Кашмира (1647—1648), Деккана (1648—1649), Кабула (1650—1654), Гуджарата и Малавы (1654—1657), претендент на престол (1657—1658), казнён по приказу Аурангзеба,
  - шахзаде Султан Лутфуллах-мирза (1626—1628),
  - шахзаде Султан Даулат Афзал-мирза (1628—1629);
- (с 1617) Хасина-бегум Сахиба, дочь Наваба Шах Наваз-хана Бахадура (Мирзы-Ираджа), сына субадара Гуджарата Наваб-мирзы Абдур-Рахим-хана,
  - шахзаде Султан Джахан Афруз (1619—1621);